# Ranqueles steparius
Ranqueles steparius là một loài bọ cánh cứng trong họ Cerambycidae.